# Jefferson Farfán
Jéfferson Agustín Farfán Guadalupe (Lima, 26 oktober 1984) is een Peruviaans voormalig voetballer die doorgaans in de aanval speelde. Hij speelde als laatst bij Alianza Lima. Farfán debuteerde in februari 2003 in het Peruviaans voetbalelftal.

## Clubcarrière

### Alianza Lima
Farfán begon zijn carrière in het betaald voetbal bij Alianza Lima, waar hij in 1998 begon in de jeugdopleiding en drie jaar later doorstroomde naar het A-elftal vanuit de selectie onder 19 jaar. In dat A-elftal kwam hij in 2001 slechts eenmaal in actie. In de volgende jaargang was Farfán een vaste basisspeler en speelde hij vijfentwintig competitiewedstrijden, waarin hij drie doelpunten maakte. Zijn eerste landstitel als basisspeler won Farfán in Lima in 2003. Dat jaar kwam hij tot bijna veertig optredens in de Primera División. Zijn laatste periode in eigen land beleefde Farfán in 2004; met een voorsprong van vier punten op nummer twee Cienciano werd opnieuw het landskampioenschap gewonnen. Achttienmaal was Jefferson Farfán trefzeker in dit seizoen. De Nederlandse voetbalclub PSV contracteerde hem in juni 2004 voor een periode van vier jaar. Farfán zag de transfer naar PSV als een "mooie opstap voor zijn carrière".

### PSV
Bij PSV groeide Farfán onder Guus Hiddink uit tot een van de publiekslievelingen. Hij kende geen langzame start – in het seizoen 2004/05 was hij direct een vaste kracht met 28 optredens in de Eredivisie. Zijn debuut in die competitie maakte Farfán op 14 augustus tegen het inmiddels opgeheven RBC Roosendaal (2–5 winst). Na 78 minuten was hij de vervanger van de Amerikaan DaMarcus Beasley. Een kleine twee weken later speelde Farfán zijn eerste internationale clubwedstrijd in Europa: in de derde kwalificatieronde voor de Champions League werd met 5–0 gewonnen van Rode Ster Belgrado. PSV kwalificeerde zich voor het eindtoernooi; Jefferson Farfán speelde mee in alle twaalf wedstrijden. In het groepsduel tegen het Noorse Rosenborg BK (1–2 winst) was hij trefzeker. Een maand daarvoor had hij zijn eerste doelpunt voor PSV gemaakt in de nationale competitie, in de zesde speelronde tegen sc Heerenveen (4–0). Met PSV won Farfán in zijn eerste seizoen in Nederland direct zowel de landstitel als het bekertoernooi. Ook in de volgende drie seizoenen, waarin hij telkens een basisspeler was, werd de Eredivisie gewonnen. In het seizoen 2005/06 eindigde Farfán met 21 doelpunten als clubtopscorer; in de competitie maakten alleen Dirk Kuyt (23, Feyenoord) en Sjota Arveladze (22, AZ Alkmaar) meer doelpunten. Ook het daaropvolgende seizoen was Farfán van alle PSV-spelers het meest trefzeker. In zijn laatste seizoen bij PSV was Farfán minder dominant aanwezig bij PSV, mede door een enkelblessure die hij in de zomer tijdens de Copa América 2007 opliep. In maart 2008 begonnen geruchten de ronde te doen over een vertrek uit Eindhoven.

### Schalke 04
Begin juni 2008 stapte Farfán over naar het Duitse Schalke 04. In het contract van Farfán was een gelimiteerde transfersom opgenomen, naar verluidt veertien miljoen euro, die door Schalke 04 werd betaald. Farfán had naar eigen zeggen ook kunnen kiezen voor Tottenham Hotspur, Fiorentina en een Russische club.
Bij Schalke maakte Farfán zijn debuut in de vierde speelronde van het seizoen 2008/09 tegen Borussia Dortmund. Neven Subotić maakte in de twintigste minuut een handsbal; Farfán benutte de strafschop en maakte zodoende bij zijn debuut direct zijn eerste doelpunt in Duitsland. Hij was elk seizoen een basisspeler en speelde naast de competitie ook wedstrijden om de DFB-Pokal (winst in 2011) en nam deel aan diverse edities van de UEFA Champions League. Met Schalke bereikte Farfán in het seizoen 2010/11 de halve finale, waarin de club werd uitgeschakeld door Manchester United. In april 2012 verlengde hij zijn aflopende contract tot en met het seizoen 2015/16. Gedurende het jaar 2014 kampte Farfán met een "mysterieuze blessure", waardoor hij een aanzienlijk deel van de tweede helft van het seizoen 2013/14 moest missen en in de eerste zes maanden van het daaropvolgende seizoen helemaal niet in actie kwam. Eind maart 2015 speelde Farfán zijn eerste competitieduel van het seizoen 2014/15 tegen Bayer 04 Leverkusen (0–1 verlies).

### Al-Jazira Club
Farfán tekende in juli 2015 een contract voor drie seizoenen bij Al-Jazira Club. Dat betaalde circa zes miljoen euro voor hem aan Schalke 04. In de competitiewedstrijd tegen Al-Wasl Club, op 21 augustus 2015, maakte Farfán zijn debuut voor Al-Jazira. Hij speelde de eerste helft, waarna Sultan Al-Suwaidi hem verving.

### Lokomotiv Moskou
Op 28 januari 2018 tekende Farfán een contract bij Lokomotiv Moskou. Op 5 augustus 2020 verliet Farfán de club, nadat zijn contract afliep.

### Alianza Lima
Op 23 maart 2021 tekende Farfán een contract bij Alianza Lima, de club waar hij ooit zijn voetballoopbaan begon. Op 16 december 2022 maakte hij via social media bekend per direct zijn carrière te beëindigen.

## Clubstatistieken
| Seizoen | Club             | Competitie       | Wedstrijden | Doelpunten |
| ------- | ---------------- | ---------------- | ----------- | ---------- |
| 2001    | Alianza Lima     | Primera División | 1           | 0          |
| 2002    | Alianza Lima     | Primera División | 25          | 3          |
| 2003    | Alianza Lima     | Primera División | 37          | 13         |
| 2004    | Alianza Lima     | Primera División | 23          | 18         |
| 2004/05 | PSV              | Eredivisie       | 28          | 8          |
| 2005/06 | PSV              | Eredivisie       | 31          | 21         |
| 2006/07 | PSV              | Eredivisie       | 30          | 21         |
| 2007/08 | PSV              | Eredivisie       | 29          | 7          |
| 2008/09 | FC Schalke 04    | Bundesliga       | 31          | 9          |
| 2009/10 | FC Schalke 04    | Bundesliga       | 33          | 8          |
| 2010/11 | FC Schalke 04    | Bundesliga       | 28          | 3          |
| 2011/12 | FC Schalke 04    | Bundesliga       | 23          | 4          |
| 2012/13 | FC Schalke 04    | Bundesliga       | 27          | 6          |
| 2013/14 | FC Schalke 04    | Bundesliga       | 19          | 9          |
| 2014/15 | FC Schalke 04    | Bundesliga       | 9           | 0          |
| 2015/16 | Al-Jazira Club   | UAE liga         | 9           | 2          |
| 2016/17 | Al-Jazira Club   | UAE liga         | 3           | 2          |
| 2016/17 | Lokomotiv Moskou | Premjer-Liga     | 6           | 1          |
| 2017/18 | Lokomotiv Moskou | Premjer-Liga     | 22          | 10         |
| 2018/19 | Lokomotiv Moskou | Premjer-Liga     | 20          | 8          |

Bijgewerkt op 25 juni 2019

## Interlandcarrière
Farfán maakte op 23 februari 2003 zijn debuut in het Peruviaans voetbalelftal, in een oefeninterland tegen Haïti (5–1). Na 84 minuten speeltijd maakte hij het zesde en laatste doelpunt. Zijn eerste wedstrijd onder directe auspiciën van de wereldvoetbalbond FIFA volgde op 6 september in het kwalificatietoernooi voor het wereldkampioenschap voetbal 2006 tegen Paraguay (4–1 winst). Ook in deze wedstrijd was Farfán trefzeker. In juli 2004 nam hij met zijn land deel aan de Copa América, die in eigen land georganiseerd werd. Hij speelde mee in alle groepsduels, maar kreeg geen speelminuten toegewezen in de kwartfinale. Die wedstrijd werd met 0–1 verloren van de latere finalist Argentinië door een doelpunt van Carlos Tévez. Voor Peru speelde Farfán in de jaren na zijn debuut in 2003 in de WK-kwalificatietoernooien van 2006, 2010 en 2014 en in de Copa América 2004 en 2007. In april 2008 werd hij door de Peruviaanse voetbalbond voor achttien maanden geschorst, omdat hij samen met enkele andere spelers drie dagen voor een wedstrijd in november 2007 te uitbundig feestgevierd zou hebben. In juni 2008 werd de schorsing teruggebracht tot drie maanden, wat Farfán weer een speelgerechtigd international maakte. Op 6 september 2013 speelde Farfán tegen Uruguay (1–2 verlies, één doelpunt) zijn voorlopige laatste interland. Na ruim anderhalf jaar absentie werd hij in mei 2015 opgeroepen voor de (voorlopige) Peruviaanse selectie voor de Copa América 2015. In een oefeninterland op 3 juni 2015 tegen Mexico keerde Farfán terug op het veld in het nationaal elftal. Hij begon in de basis, maakte na een uur het openingsdoelpunt (eindstand 1–1) en werd in de 74ste minuut vervangen door Claudio Pizarro. Hij bereikte later dat jaar met Peru de halve finale van de Copa América 2015, waarin gastland Chili met 2–1 te sterk was. Hij was een jaar later niet beschikbaar voor de Copa América Centenario vanwege een enkelblessure. Farfán was in november 2017 een van de twee Peruviaanse doelpuntenmakers tijdens een dubbele play-off tegen Nieuw-Zeeland, waarin Peru zich plaatste voor het WK 2018. Dit was het eerste WK waarvoor Peru zich kwalificeerde sinds dat van 1982. Hij kwam op het WK zelf twee keer actie. Peru's derde groepswedstrijd miste hij vanwege een hersenschudding. Farfán plaatste zich op de Copa América 2019 met Peru voor de kwartfinale. Door een knieblessure kon hij die zelf niet meer meemaken.
| Interlands van Jefferson Farfán voor Peru | Interlands van Jefferson Farfán voor Peru | Interlands van Jefferson Farfán voor Peru | Interlands van Jefferson Farfán voor Peru | Interlands van Jefferson Farfán voor Peru | Interlands van Jefferson Farfán voor Peru | Interlands van Jefferson Farfán voor Peru |
| №                                         | Datum                                     | Wedstrijd                                 | Uitslag                                   | Soort wedstrijd                           | Doelpunten                                |                                           |
| Als speler bij Alianza Lima               | Als speler bij Alianza Lima               | Als speler bij Alianza Lima               | Als speler bij Alianza Lima               | Als speler bij Alianza Lima               | Als speler bij Alianza Lima               | Als speler bij Alianza Lima               |
| ----------------------------------------- | ----------------------------------------- | ----------------------------------------- | ----------------------------------------- | ----------------------------------------- | ----------------------------------------- | ----------------------------------------- |
| 1.                                        | 23 februari 2003                          | Peru – Haïti                              | 5 – 1                                     | Vriendschappelijk                         | 84'                                       |                                           |
| 2.                                        | 30 maart 2003                             | Chili – Peru                              | 2 – 0                                     | Vriendschappelijk                         |                                           |                                           |
| 3.                                        | 30 april 2003                             | Peru – Paraguay                           | 0 – 1                                     | Vriendschappelijk                         |                                           |                                           |
| 4.                                        | 11 juni 2003                              | Ecuador – Peru                            | 2 – 2                                     | Vriendschappelijk                         |                                           |                                           |
| 5.                                        | 27 juni 2003                              | Peru – Venezuela                          | 1 – 0                                     | Vriendschappelijk                         |                                           |                                           |
| 6.                                        | 24 juli 2003                              | Peru – Uruguay                            | 3 – 4                                     | Vriendschappelijk                         | 27', 56'                                  |                                           |
| 7.                                        | 30 juli 2003                              | Uruguay – Peru                            | 1 – 0                                     | Vriendschappelijk                         |                                           |                                           |
| 8.                                        | 21 augustus 2003                          | Mexico – Peru                             | 1 – 3                                     | Vriendschappelijk                         |                                           |                                           |
| 9.                                        | 6 september 2003                          | Peru – Paraguay                           | 4 – 1                                     | Kwalificatie WK 2006                      | 90'                                       |                                           |
| 10.                                       | 9 september 2003                          | Chili – Peru                              | 2 – 1                                     | Kwalificatie WK 2006                      |                                           |                                           |
| 11.                                       | 18 november 2003                          | Ecuador – Peru                            | 0 – 0                                     | Kwalificatie WK 2006                      |                                           |                                           |
| 12.                                       | 18 februari 2004                          | Spanje – Peru                             | 2 – 1                                     | Vriendschappelijk                         |                                           |                                           |
| 13.                                       | 31 maart 2004                             | Peru – Colombia                           | 0 – 2                                     | Kwalificatie WK 2006                      |                                           |                                           |
| 14.                                       | 1 juni 2004                               | Uruguay – Peru                            | 1 – 3                                     | Kwalificatie WK 2006                      | 61'                                       |                                           |
| 15.                                       | 6 juni 2004                               | Peru – Venezuela                          | 0 – 0                                     | Kwalificatie WK 2006                      |                                           |                                           |
| Als speler bij PSV                        |                                           |                                           |                                           |                                           |                                           |                                           |
| 16.                                       | 30 juni 2004                              | Argentinië – Peru                         | 2 – 1                                     | Vriendschappelijk                         |                                           |                                           |
| 17.                                       | 6 juli 2004                               | Peru – Bolivia                            | 2 – 2                                     | Copa América                              |                                           |                                           |
| 18.                                       | 9 juli 2004                               | Peru – Venezuela                          | 3 – 1                                     | Copa América                              | 34'                                       |                                           |
| 19.                                       | 12 juli 2004                              | Peru – Colombia                           | 2 – 2                                     | Copa América                              |                                           |                                           |
| 20.                                       | 4 september 2004                          | Peru – Argentinië                         | 1 – 3                                     | Kwalificatie WK 2006                      |                                           |                                           |
| 21.                                       | 9 oktober 2004                            | Bolivia – Peru                            | 1 – 0                                     | Kwalificatie WK 2006                      |                                           |                                           |
| 22.                                       | 13 oktober 2004                           | Paraguay – Peru                           | 1 – 1                                     | Kwalificatie WK 2006                      |                                           |                                           |
| 23.                                       | 17 november 2004                          | Peru – Chili                              | 2 – 1                                     | Kwalificatie WK 2006                      | 56'                                       |                                           |
| 24.                                       | 27 maart 2005                             | Brazilië – Peru                           | 1 – 0                                     | Kwalificatie WK 2006                      |                                           |                                           |
| 25.                                       | 30 maart 2005                             | Peru – Ecuador                            | 2 – 2                                     | Kwalificatie WK 2006                      | 58'                                       |                                           |
| 26.                                       | 4 juni 2005                               | Colombia – Peru                           | 5 – 0                                     | Kwalificatie WK 2006                      |                                           |                                           |
| 27.                                       | 7 juni 2005                               | Peru – Uruguay                            | 0 – 0                                     | Kwalificatie WK 2006                      |                                           |                                           |
| 28.                                       | 3 september 2005                          | Venezuela – Peru                          | 4 – 1                                     | Kwalificatie WK 2006                      | 63'                                       |                                           |
| 29.                                       | 9 oktober 2005                            | Argentinië – Peru                         | 2 – 0                                     | Kwalificatie WK 2006                      |                                           |                                           |
| 30.                                       | 12 oktober 2005                           | Peru – Bolivia                            | 4 – 1                                     | Kwalificatie WK 2006                      | 45', 82'                                  |                                           |
| 31.                                       | 6 september 2006                          | Ecuador – Peru                            | 1 – 1                                     | Vriendschappelijk                         |                                           |                                           |
| 32.                                       | 15 november 2006                          | Jamaica – Peru                            | 1 – 1                                     | Vriendschappelijk                         |                                           |                                           |
| 33.                                       | 3 juni 2007                               | Ecuador – Peru                            | 1 – 2                                     | Vriendschappelijk                         | 4'                                        |                                           |
| 34.                                       | 6 juni 2007                               | Ecuador – Peru                            | 2 – 0                                     | Vriendschappelijk                         |                                           |                                           |
| 35.                                       | 26 juni 2007                              | Peru – Uruguay                            | 3 – 0                                     | Copa América                              |                                           |                                           |
| 36.                                       | 30 juni 2007                              | Venezuela – Peru                          | 2 – 0                                     | Copa América                              |                                           |                                           |
| 37.                                       | 3 juli 2007                               | Bolivia – Peru                            | 2 – 2                                     | Copa América                              |                                           |                                           |
| 38.                                       | 13 oktober 2007                           | Peru – Paraguay                           | 0 – 0                                     | Kwalificatie WK 2010                      |                                           |                                           |
| 39.                                       | 17 oktober 2007                           | Chili – Peru                              | 2 – 0                                     | Kwalificatie WK 2010                      |                                           |                                           |
| 40.                                       | 18 november 2007                          | Peru – Brazilië                           | 1 – 1                                     | Kwalificatie WK 2010                      |                                           |                                           |
| 41.                                       | 21 november 2007                          | Ecuador – Peru                            | 5 – 1                                     | Kwalificatie WK 2010                      |                                           |                                           |
| Als speler bij FC Schalke 04              |                                           |                                           |                                           |                                           |                                           |                                           |
| 42.                                       | 4 september 2010                          | Canada – Peru                             | 0 – 2                                     | Vriendschappelijk                         |                                           |                                           |
| 43.                                       | 7 september 2010                          | Jamaica – Peru                            | 1 – 2                                     | Vriendschappelijk                         |                                           |                                           |
| 44.                                       | 8 oktober 2010                            | Peru – Costa Rica                         | 2 – 0                                     | Vriendschappelijk                         |                                           |                                           |
| 45.                                       | 12 oktober 2010                           | Panama – Peru                             | 1 – 0                                     | Vriendschappelijk                         |                                           |                                           |
| 46.                                       | 1 juni 2011                               | Japan – Peru                              | 0 – 0                                     | Kirin Cup                                 |                                           |                                           |
| 47.                                       | 4 juni 2011                               | Tsjechië – Peru                           | 0 – 0                                     | Kirin Cup                                 |                                           |                                           |
| 48.                                       | 2 september 2011                          | Peru – Bolivia                            | 2 – 2                                     | Vriendschappelijk                         |                                           |                                           |
| 49.                                       | 7 oktober 2011                            | Peru – Paraguay                           | 2 – 0                                     | Kwalificatie WK 2014                      |                                           |                                           |
| 50.                                       | 11 oktober 2011                           | Chili – Peru                              | 4 – 2                                     | Kwalificatie WK 2014                      | 60'                                       |                                           |
| 51.                                       | 15 november 2011                          | Ecuador – Peru                            | 2 – 0                                     | Kwalificatie WK 2014                      |                                           |                                           |
| 52.                                       | 29 februari 2012                          | Tunesië – Peru                            | 1 – 1                                     | Vriendschappelijk                         |                                           |                                           |
| 53.                                       | 23 mei 2012                               | Peru – Nigeria                            | 1 – 0                                     | Vriendschappelijk                         |                                           |                                           |
| 54.                                       | 3 juni 2012                               | Peru – Colombia                           | 0 – 1                                     | Kwalificatie WK 2014                      |                                           |                                           |
| 55.                                       | 7 september 2012                          | Peru – Venezuela                          | 2 – 1                                     | Kwalificatie WK 2014                      | 47', 59'                                  |                                           |
| 56.                                       | 11 september 2012                         | Peru – Argentinië                         | 1 – 1                                     | Kwalificatie WK 2014                      |                                           |                                           |
| 57.                                       | 16 oktober 2012                           | Paraguay – Peru                           | 1 – 0                                     | Kwalificatie WK 2014                      |                                           |                                           |
| 58.                                       | 6 februari 2013                           | Trinidad en Tobago – Peru                 | 0 – 2                                     | Vriendschappelijk                         |                                           |                                           |
| 59.                                       | 22 maart 2013                             | Peru – Chili                              | 1 – 0                                     | Kwalificatie WK 2014                      | 86'                                       |                                           |
| 60.                                       | 26 maart 2013                             | Peru – Trinidad en Tobago                 | 3 – 0                                     | Vriendschappelijk                         |                                           |                                           |
| 61.                                       | 7 juni 2013                               | Peru – Ecuador                            | 1 – 0                                     | Kwalificatie WK 2014                      |                                           |                                           |
| 62.                                       | 11 juni 2013                              | Colombia – Peru                           | 2 – 0                                     | Kwalificatie WK 2014                      |                                           |                                           |
| 63.                                       | 14 augustus 2013                          | Zuid-Korea – Peru                         | 0 – 0                                     | Vriendschappelijk                         |                                           |                                           |
| 64.                                       | 6 september 2013                          | Peru – Uruguay                            | 1 – 2                                     | Kwalificatie WK 2014                      | 84'                                       |                                           |
| 65.                                       | 3 juni 2015                               | Peru – Mexico                             | 1 – 1                                     | Vriendschappelijk                         | 63'                                       |                                           |
| 66.                                       | 14 juni 2015                              | Brazilië – Peru                           | 2 – 1                                     | Copa América                              |                                           |                                           |
| 67.                                       | 21 juni 2015                              | Colombia – Peru                           | 0 – 0                                     | Copa América                              |                                           |                                           |
| 68.                                       | 25 juni 2015                              | Bolivia – Peru                            | 1 – 3                                     | Copa América                              |                                           |                                           |
| 69.                                       | 29 juni 2015                              | Chili – Peru                              | 2 – 1                                     | Copa América                              |                                           |                                           |
| Als speler bij Al-Jazira Club             |                                           |                                           |                                           |                                           |                                           |                                           |
| 70.                                       | 4 september 2015                          | Verenigde Staten – Peru                   | 2 – 1                                     | Vriendschappelijk                         |                                           |                                           |
| 71.                                       | 8 september 2015                          | Colombia – Peru                           | 1 – 1                                     | Vriendschappelijk                         | 89' (pen.)                                |                                           |
| 72.                                       | 13 oktober 2015                           | Peru – Chili                              | 3 – 4                                     | Kwalificatie WK 2018                      | 10', 36' (pen.)                           |                                           |
| 73.                                       | 13 november 2015                          | Peru – Paraguay                           | 1 – 0                                     | Kwalificatie WK 2018                      | 20'                                       |                                           |
| 74.                                       | 17 november 2015                          | Brazilië – Peru                           | 3 – 0                                     | Kwalificatie WK 2018                      |                                           |                                           |
| 75.                                       | 24 maart 2016                             | Peru – Venezuela                          | 2 – 2                                     | Kwalificatie WK 2018                      |                                           |                                           |

## Erelijst
Alianza Lima
- Liga 1: 2001, 2003, 2004, 2021

 PSV
- Eredivisie: 2004/05, 2005/06, 2006/07, 2007/08
- KNVB beker: 2004/05

 Schalke 04
- DFB-Pokal: 2010/11
- DFL-Supercup: 2011

 Al Jazira Club
- UAE President's Cup: 2015/16

 Lokomotiv Moskou
- Premjer-Liga: 2017/18
- Beker van Rusland: 2016/17, 2018/19

 Peru onder 18
- Bolivariaanse Spelen: 2001